# Tropenmuseum

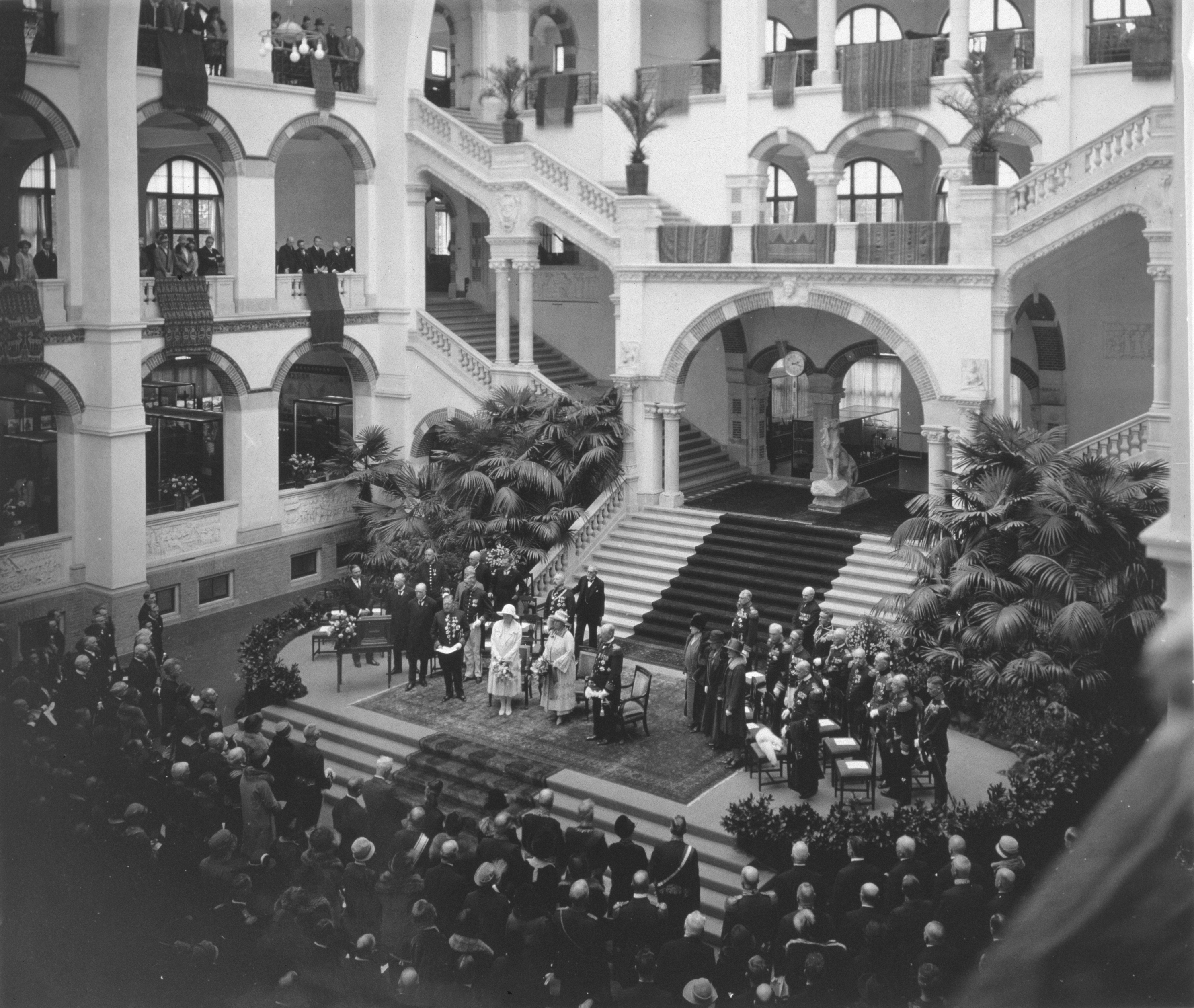
Královna Vilemína Nizozemská při slavnostním otevření muzea, 1926

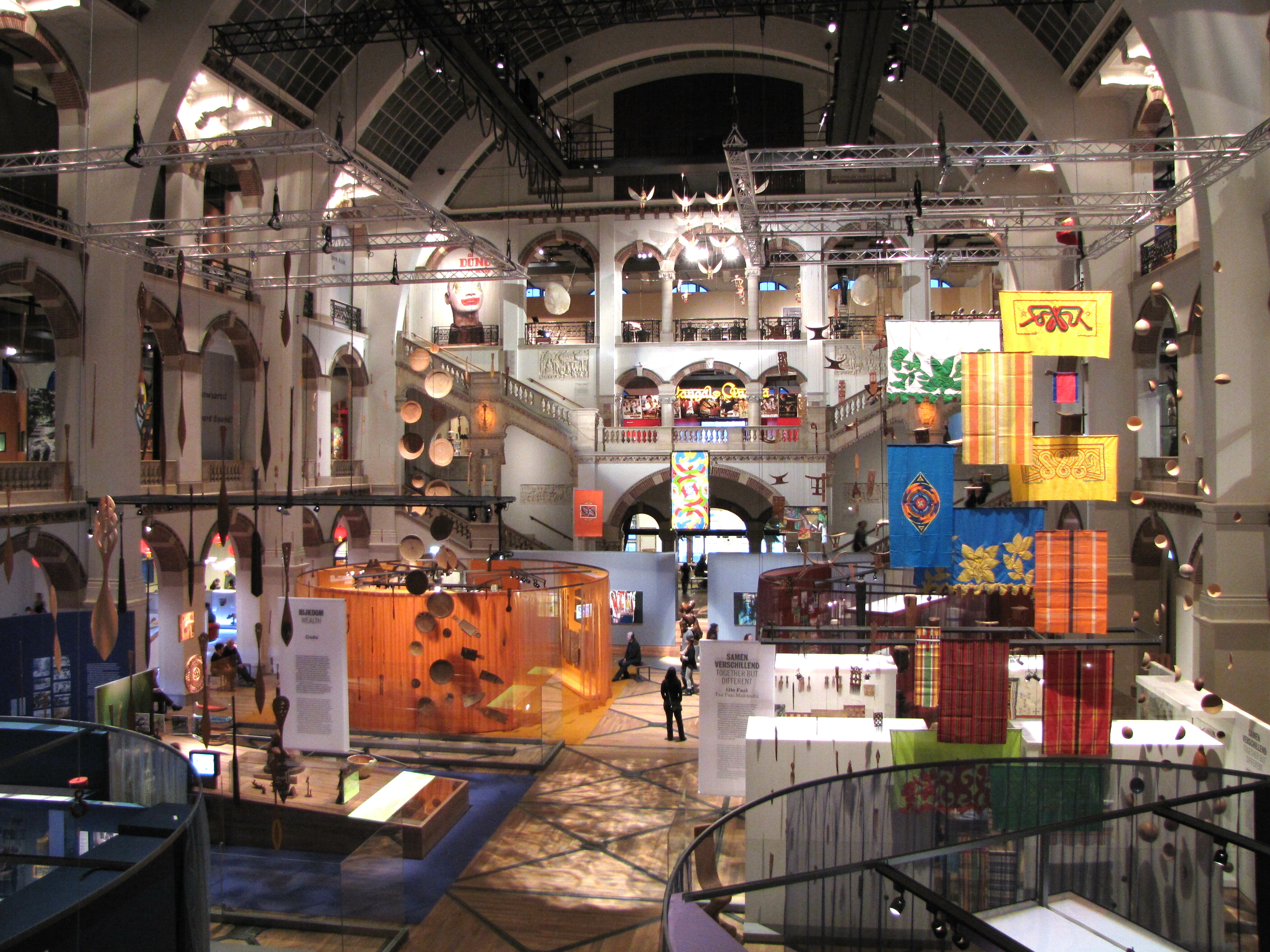
Interiér muzea, 2010

Tropenmuseum je etnografické muzeum v nizozemském Amsterdamu, založené v roce 1864.
V jednom z největších muzeí v Amsterdamu se nachází osm výstav stálých a probíhá série výstav dočasných, včetně moderního a tradičního vizuálního umění a fotografických děl. Tropenmuseum je součástí Nationaal Museum van Wereldculturen (Museum of World Cultures), kombinace tří etnografických muzeí v Nizozemsku.

## Historie
Frederick van Eeden, otec spisovatele Frederika van Eedena a tajemník Maatschappij ter bevordering van Nijverheid založil Koloniaal Museum v Haarlemu v roce 1864 a pro veřejnost bylo otevřeno v roce 1871. Muzeum bylo založeno za účelem ukázat holandské zámořské majetky a obyvatele těchto cizích zemí, jako je Indonésie. V roce 1871 zahájil institut výzkum s cílem zvýšit zisky z kolonií. To zahrnovalo pokus vyvinout vylepšené způsoby výroby kávových zrn, rotanu a parafínu. Etnologové k muzejním sbírkám přidali informace o ekonomice, chování a zvycích obyvatel. V roce 1926 slavnostně otevřeli současnou budovu ve východním Amsterdamu. V té době měli 30 000 předmětů a značnou sbírku fotografií čítající několik stovek tisíc.
Po nezávislosti Indonésie v roce 1945 se rozsah muzea změnil z pouhého koloniálního majetku Nizozemska na rozsah mnoha nevyvinutých koloniálních států v Jižní Americe, Africe a Asii. V šedesátých a sedmdesátých letech povzbudilo nizozemské ministerstvo zahraničních věcí muzeum, aby rozšířilo svoji působnost i na další sociální otázky, jako je chudoba a hlad. Na začátku 70. let bylo přidáno nové křídlo pro děti. Toto křídlo se nyní nazývá Tropenmuseum Junior.
Do března 2014 vlastnilo a provozovalo muzeum Royal Tropical Institute, nadaci, která sponzorovala studium tropických kultur po celém světě. V roce 2009 navštívilo muzeum 176 000 návštěvníků.

### Zařízení
Původní budovu, postavenou v roce 1926, navrhli Johannes Jacobus van Nieukerken a Marie Adrianus van Nieukerken. Budova byla na svou dobu bohatě zdobená a kvůli první světové válce a různým pracovním stávkám trvala její stavba 11 let. Všechna umělecká díla v muzeu byla vytvořena v první polovině 20. století. V roce 2003 bylo muzeum zařazeno na seznam historických budov v Amsterdamu.

## Sbírky
V muzeu se nachází 153 000 objektů, 210 000 fotografií (plus dalších 275 000 nezařazených fotografií) a 10 000 různých kreseb, obrazů a dokumentů. Zhruba 15 000 z nich zdědilo od Ethnographisch Museum Artis. Tyto objekty jsou rozděleny do řady sbírek z mnoha geografických oblastí, jako je jihovýchodní Asie, jižní Asie, západní Asie a severní Afrika, subsaharská Afrika, Latinská Amerika a Karibik. V depozitáři se nachází několik sbírek, které nespadají do jejich rozsahu. Patří mezi ně sbírky pro Čínu, Japonsko, Koreu a Evropu.
Fotografická sbírka se skládá převážně z historických fotografií bývalých holandských kolonií z let 1855–1940. Tropenmuseum bylo jednou z prvních znalostních institucí v Nizozemsku, která spolupracovala s Wikipedií. V období 2009–2015 vydalo Tropemmuseum 50 000 fotografií na základě licence Creative Commons pro Wikimedia Commons.
V Tropenmuseum je také umístěna divadelní sbírka. Ve sbírce je umístěno 5 500 hudebních nástrojů a také další různé divadelní předměty, jako jsou masky nebo loutky. Obsahuje také 21 000 textilních artefaktů, z nichž většina pochází z Indonésie. Tropenmuseum Junior je dílčí muzeum, obsahuje interaktivní exponáty a něvštěvnost je 30 000 dětí ročně.

## Galerie

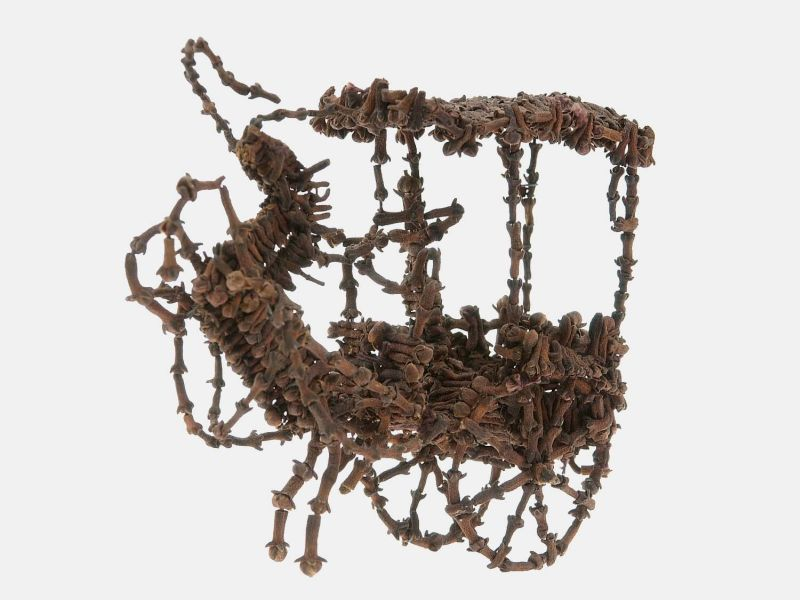
Hřebíčkový model dvoukolového kočáru taženého koňmi s kočím
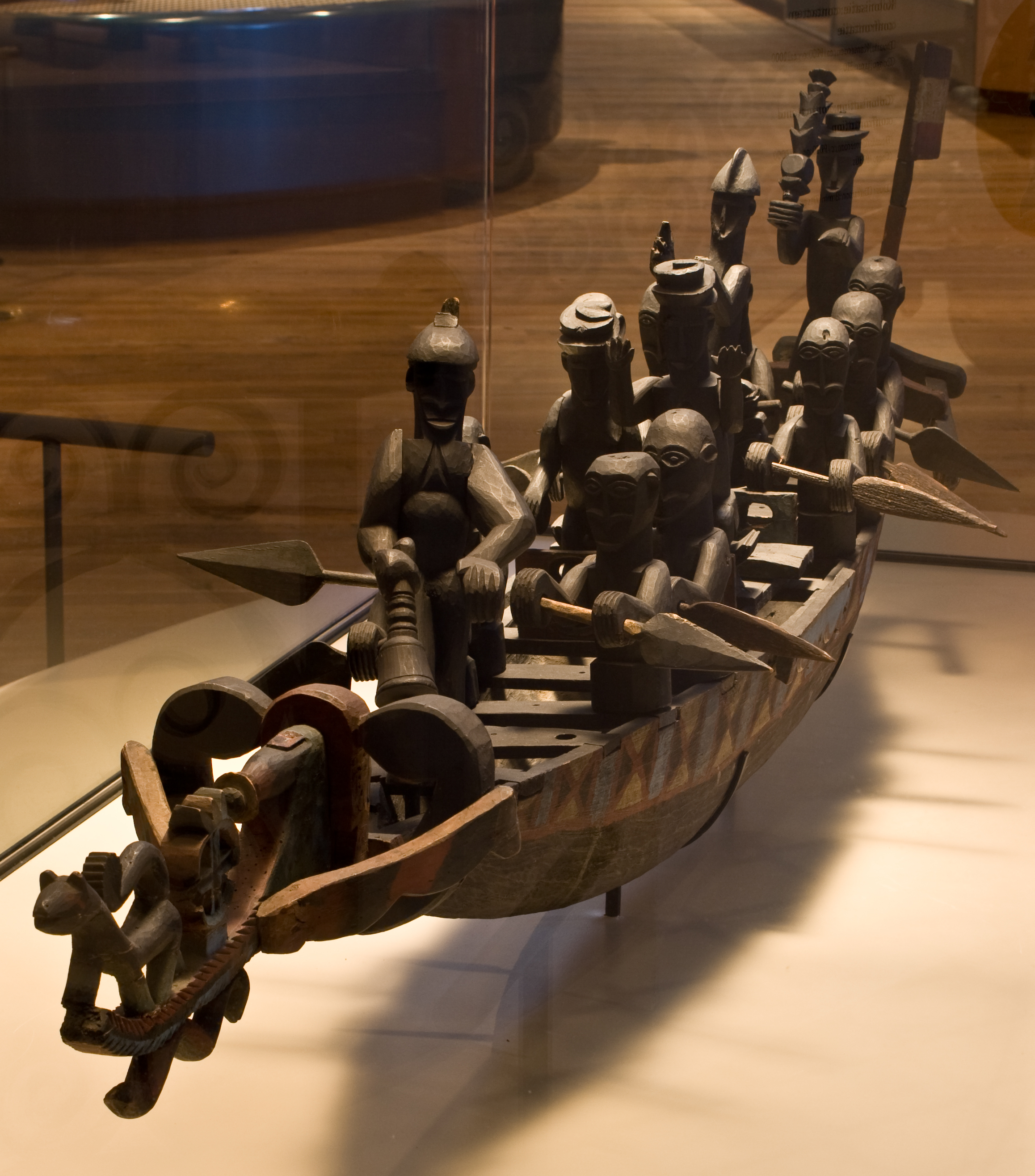
Kánoe, umělecké ztvárnění, Kano, Nigérie
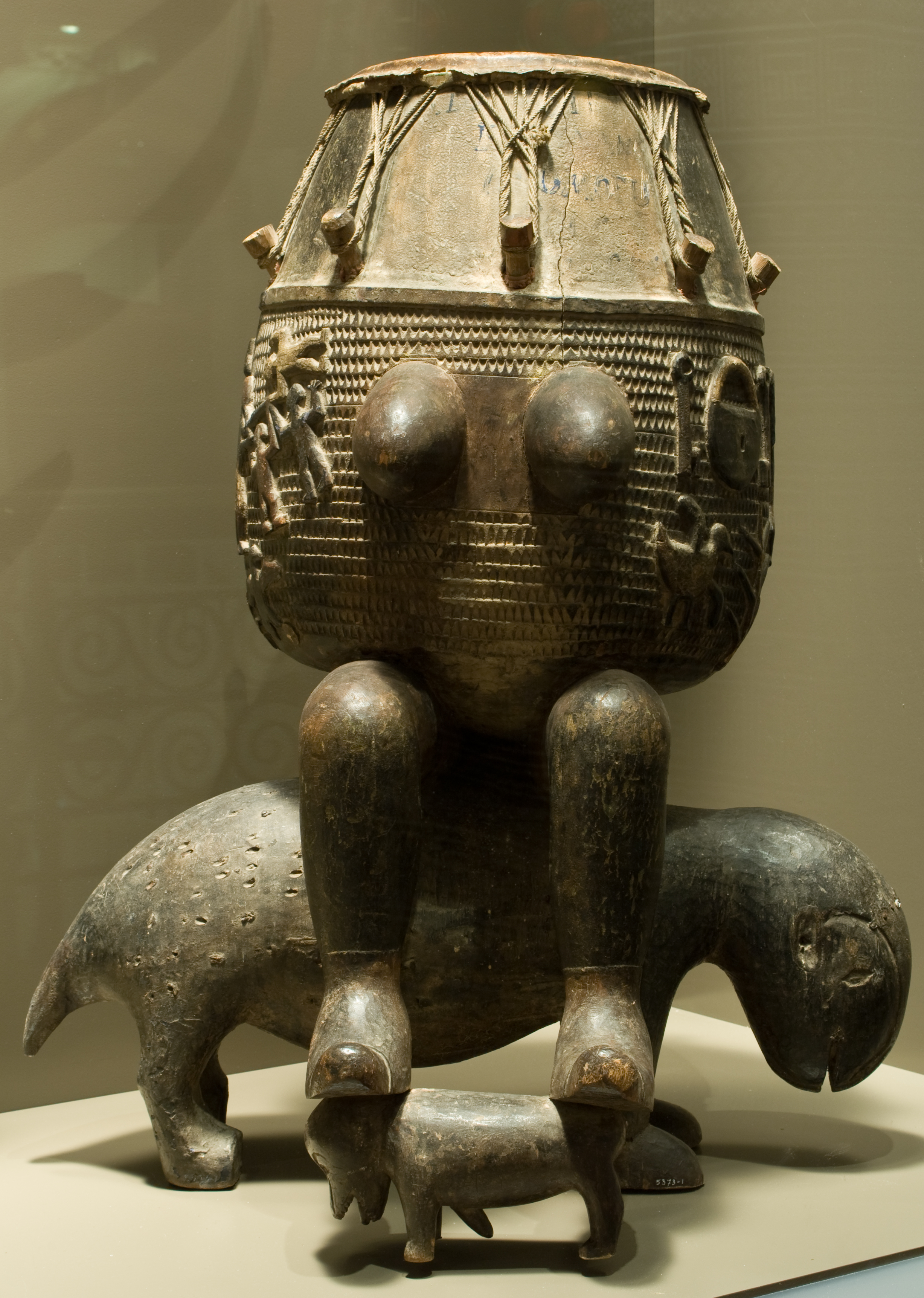
Buben, umělecké ztvárnění se symboly člověka a zvířat
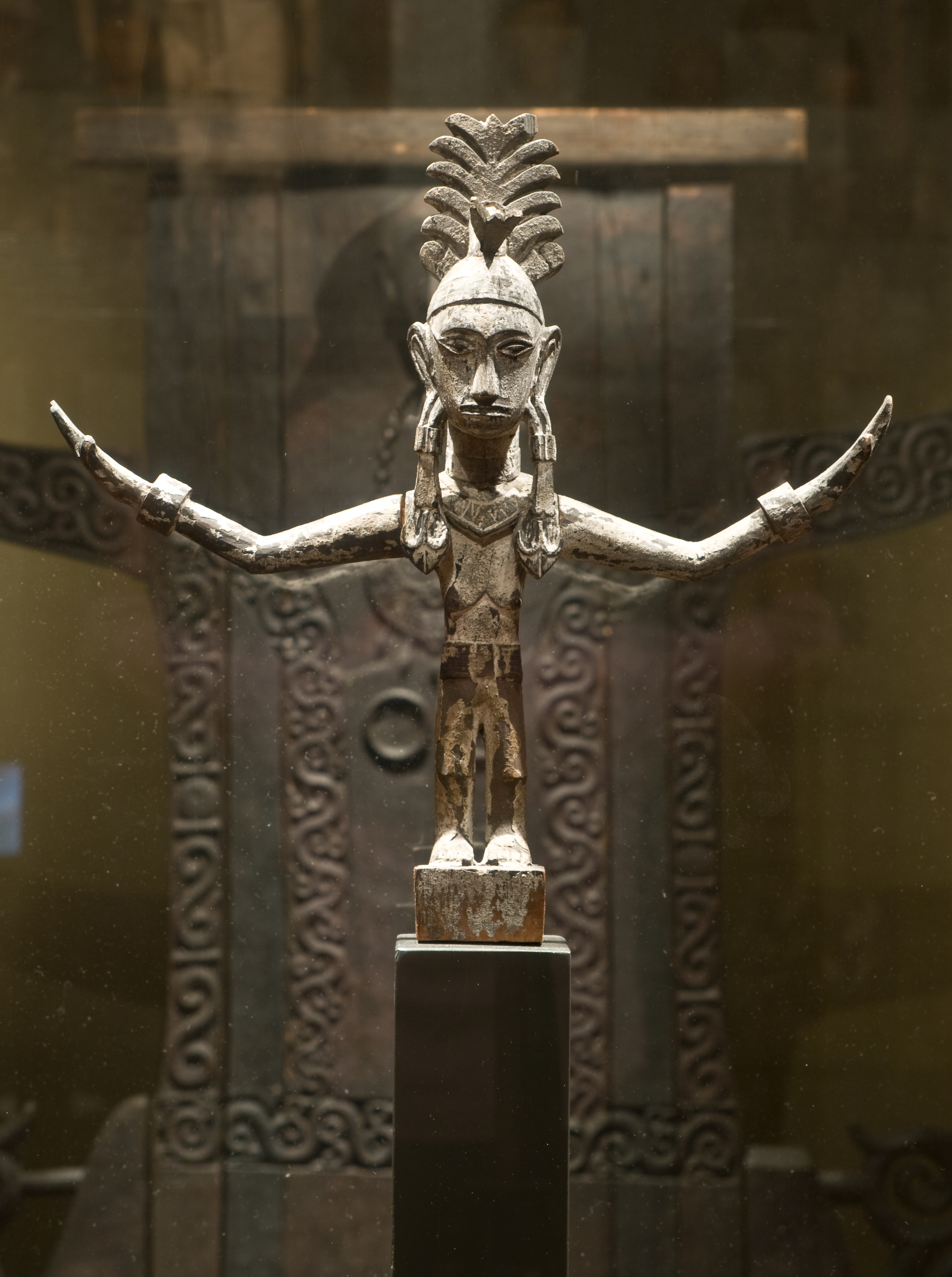
Tanečnice, umělecké ztvárnění, ostrov Nias
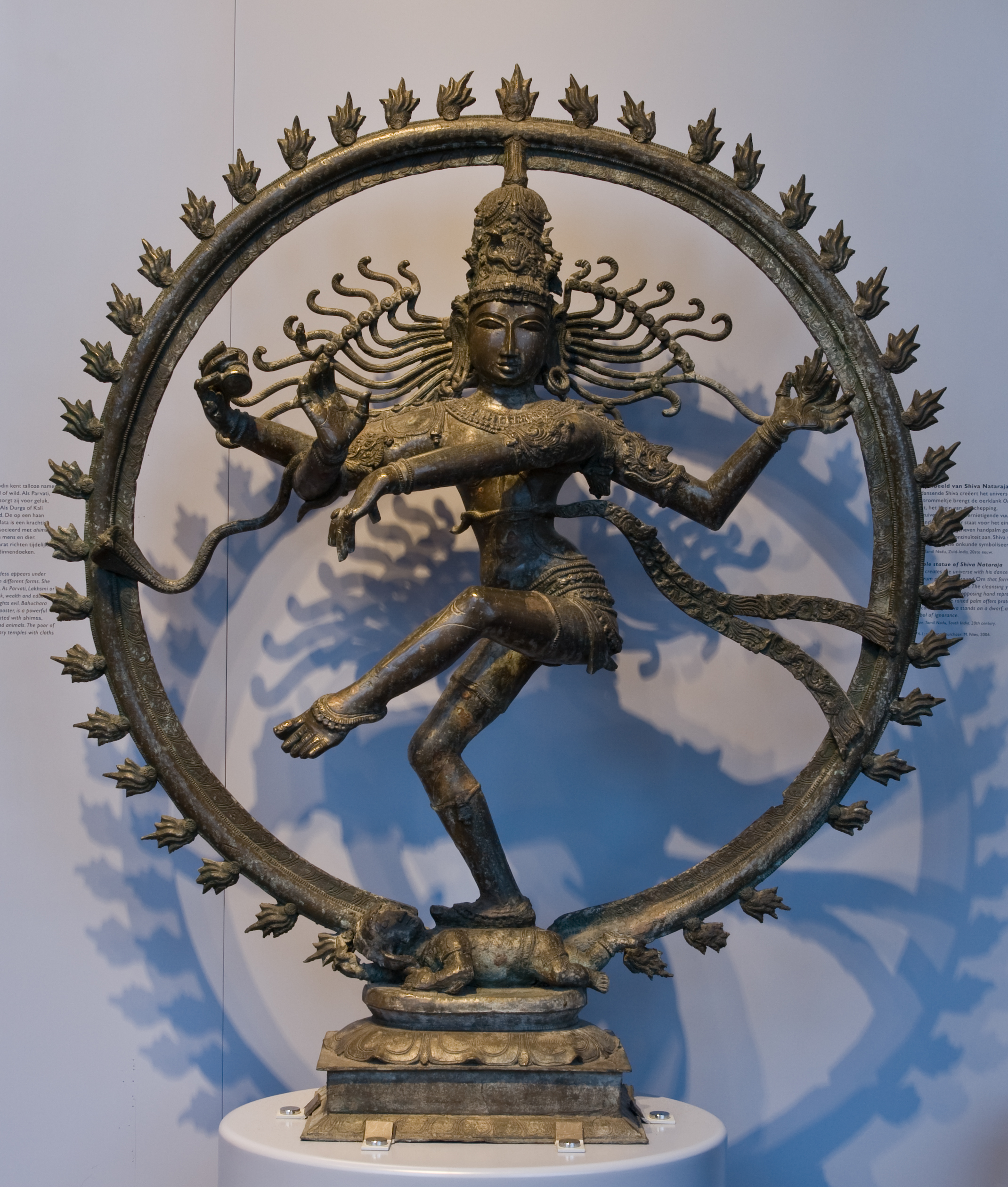
Šiva Natarádža, král tance
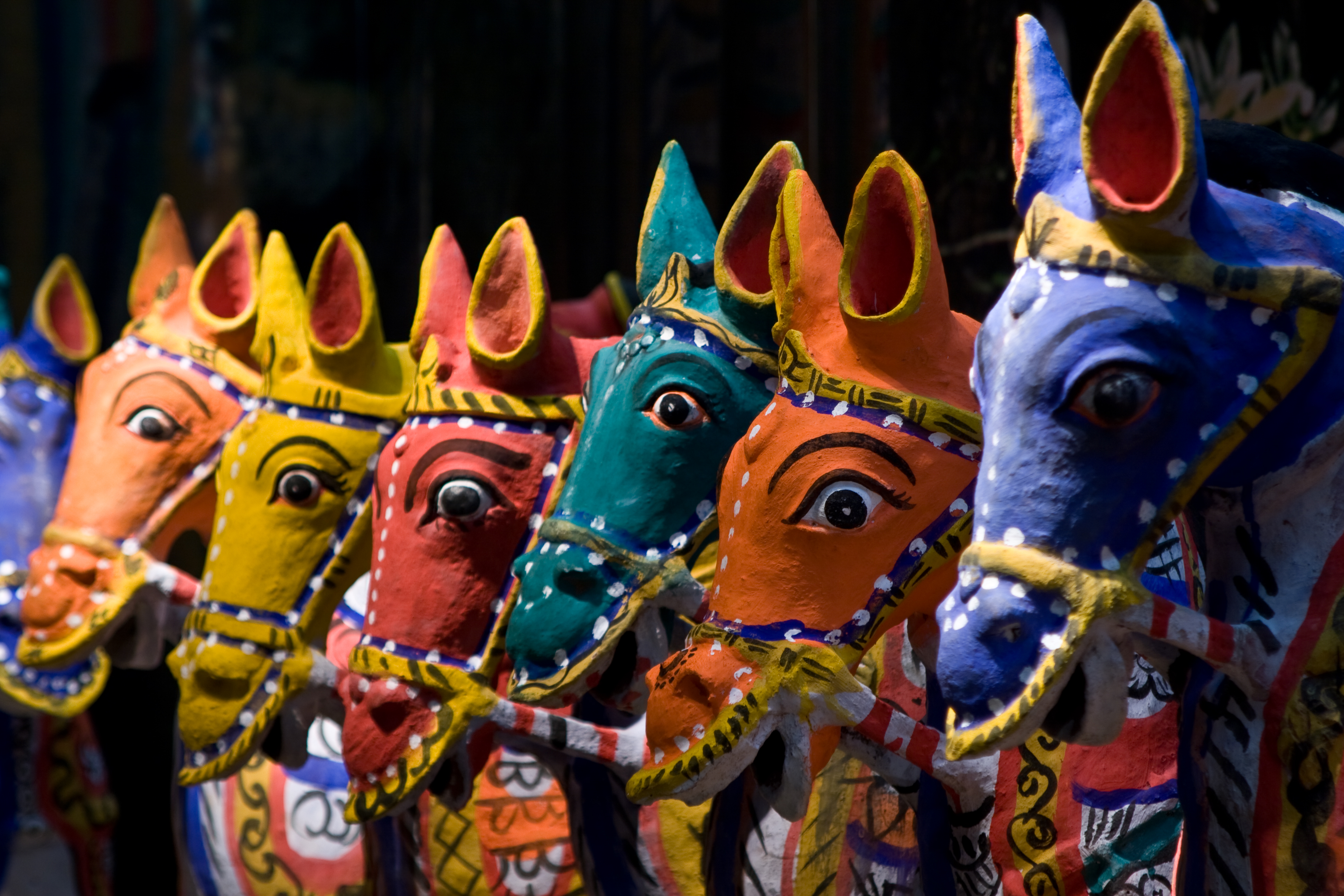
Ajjanarští koně, hinduistické božstvo uctívané v jižní Indii a na Srí Lance. Uctívají je především Malajálamové, Tamilové nebo Kannarové.
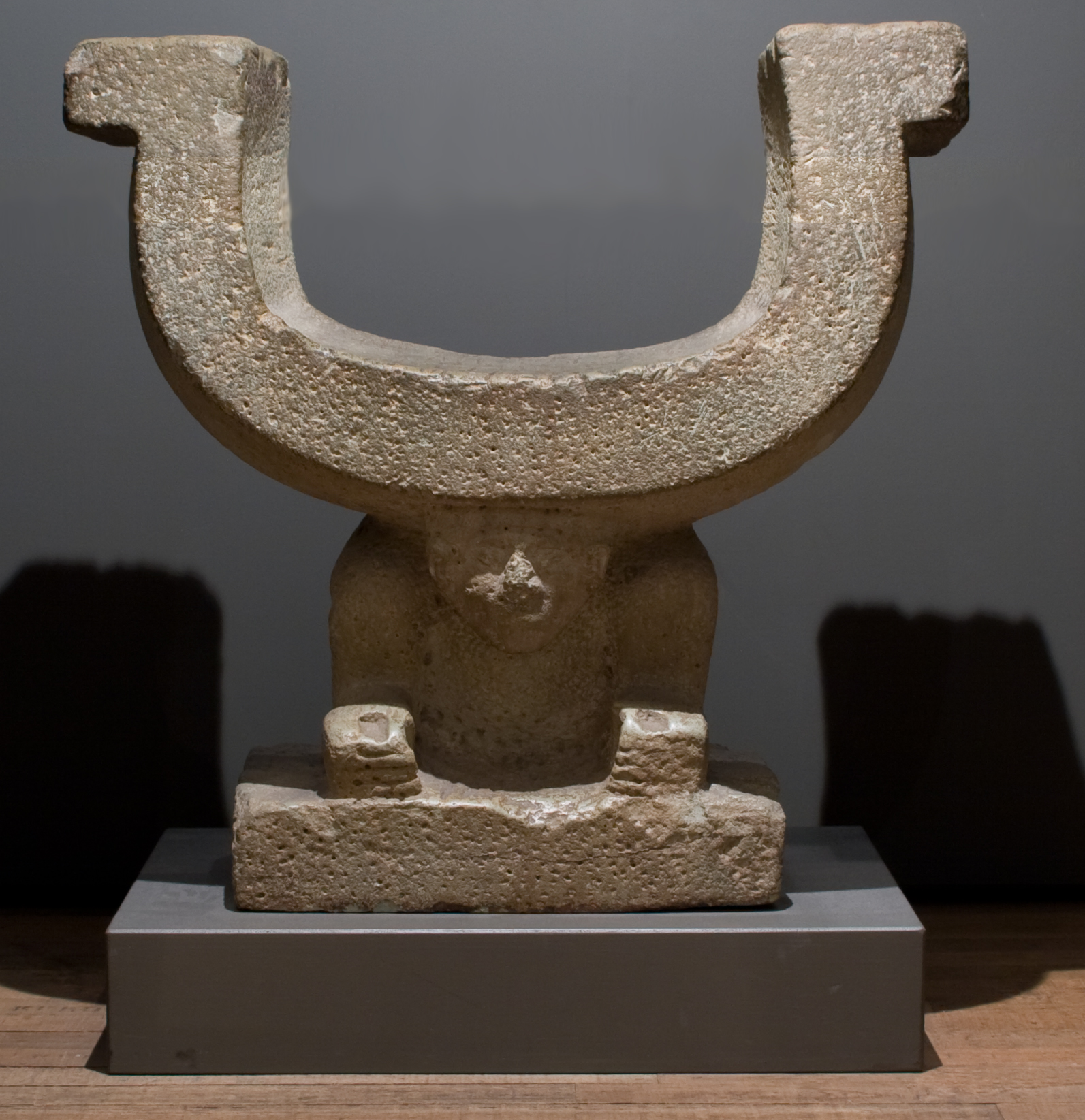
Taburet, Předkolumbovský Ekvádor
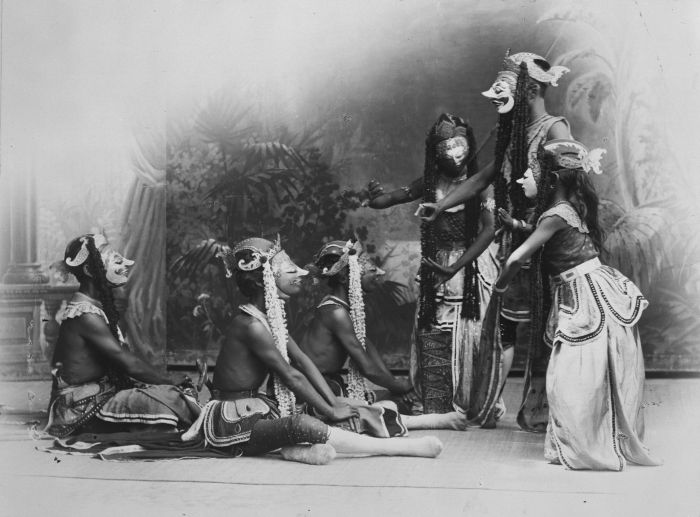
H. Salzwedel: Studiový portrét skupiny herců divadla wajang topeng, 1880–1920
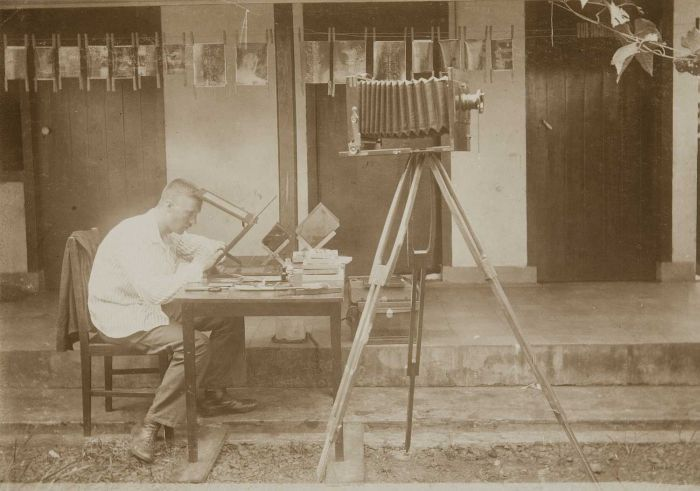
Seržant J. H. van Oeveren během fotografické práce, 1924
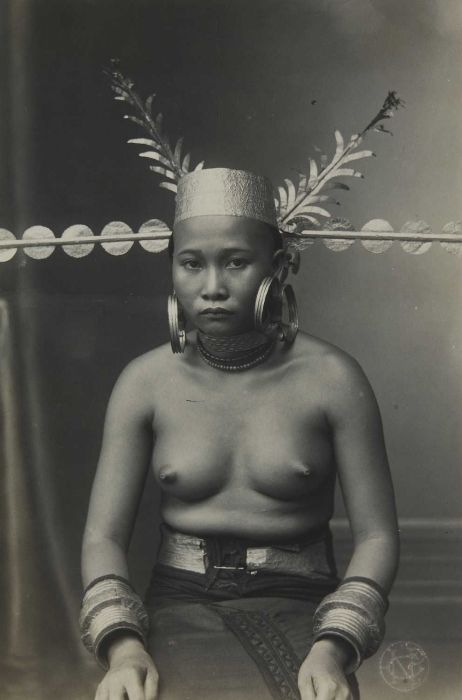
Christiaan Benjamin Nieuwenhuis: Studiový portrét mladé ženy
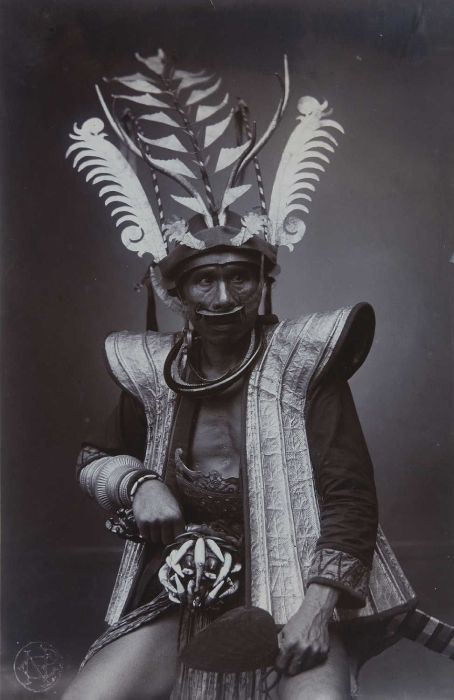
Christiaan Benjamin Nieuwenhuis: Studiový portrét, muž ve válečném ustrojení
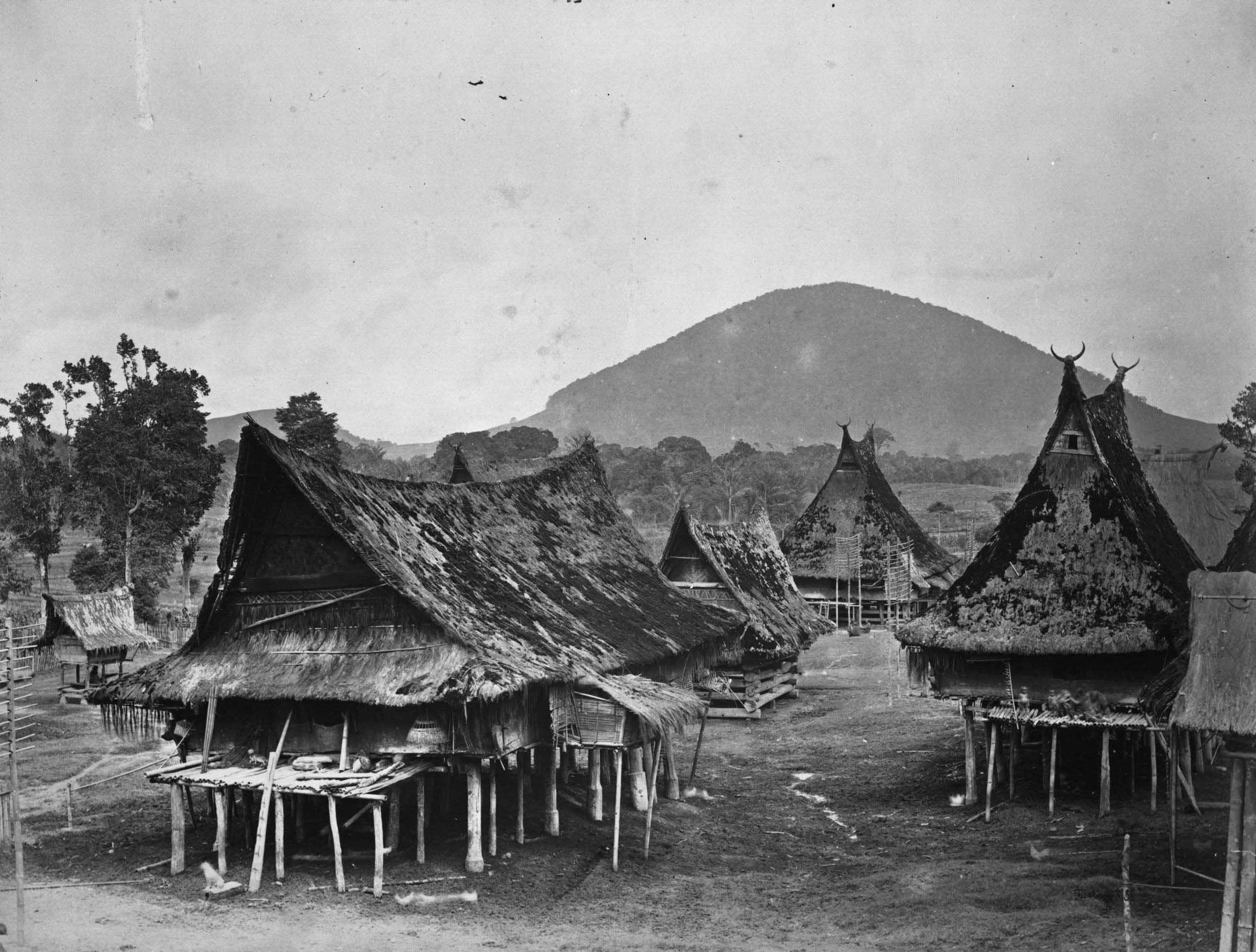
Kristen Feilberg: Vesnice Bataků, Severní Sumatra, 1870